# Drasteria pallescens
Drasteria pallescens là một loài bướm đêm thuộc họ Erebidae. Loài này có ở Alberta và Saskatchewan phía nam đến Texas và Baja California.
Sải cánh dài khoảng 35 mm. Con trưởng thành bay vào tháng 6 in the north. Probably earlier southward.